# Безбородов, Михаил Никифорович
Михаил Никифорович Безбородов (1925 — 1993) — советский гвардии рядовой, автоматчик 7-го гвардейского воздушно-десантного полка, 2-й гвардейской воздушно-десантной дивизии, 1-й гвардейской армии, 4-го Украинского фронта. Полный кавалер Ордена Славы.

## Биография
Родился 11 октября 1925 года в селе Сосновка, Саратовская область в крестьянской семье. В 1940 году окончил семь классов, работал токарем на Саратовском оборонном заводе.
С 1943 года призван в ряды РККА и  направлен в действующую армию — автоматчик 7-го гвардейского воздушно-десантного полка, 2-й гвардейской воздушно-десантной дивизии, 1-й гвардейской армии, воевал на 4-м Украинском, 1-м Украинском фронтах, участвовал в Восточно-Карпатской наступательной операции.
В боях Вел. Отеч. войны с авг. 1944. Автоматчик 7-го гв. возд.-дес. полка (2-я гв. возд.-дес. див., 1-я гв. армия, 4-й Укр. фронт) гв. рядовой Б. 28.10.44, отражая вместе с бойцами роты контратаки пр-ка юго-вост. г. Спишска-Нова-Вес (Словакия), уничтожил св. 10 враж. солдат и офицеров. 11.11.44 нагр. орд. Славы 3 ст.
28 октября 1944 года гвардии рядовой М. Н. Безбородов отражая вместе с бойцами роты контратаки противника юго-восточнее города Спишска-Нова-Вес (Словакия), уничтожил свыше десяти вражеских солдат и офицеров. За это 11 ноября 1944 года Указом Президиума Верховного Совета СССР М. Н. Безбородов был награждён  Орденом Славы 3-й степени.
4 апреля 1945 года  гвардии рядовой  М. Н. Безбородов  в боях за овладение высотой в районе города Биющув (Польша) одним из первых ворвался в траншею противника и уничтожил немало фашистов. Преследуя отступающего врага, захватил в плен двух солдат. 11 июня 1945 года Указом Президиума Верховного Совета СССР  М. Н. Безбородов был награждён Орденом Славы 2-й степени. 31 марта 1956 года Указом Президиума Верховного Совета СССР  М. Н. Безбородов был перенаграждён Орденом Славы 1-й степени .
18 апреля 1945 года гвардии рядовой   М. Н. Безбородов в бою за высоту западнее города Лослау (Польша), когда наступавшие стрелковые подразделения залегли под огнём врага, скрытно подобрался к огневой точке и забросал её противотанковыми гранатами. Своими действиями способствовал захвату важного рубежа с наименьшими потерями. 28 апреля 1944 года Указом Президиума Верховного Совета СССР  М. Н. Безбородов  был награждён Орденом Славы 2-й степени.
В 1945 года  М. Н. Безбородов был демобилизован из Советской армии. Работал электромонтером в Волгоэлектромонтажном управлении в городе Саратов.  С 1965 года старшина в отставке. Умер  9 июня 1993 года  в городе Саратове.

## Награды
- Орден Славы I степени (1956)
- Орден Славы II степени (1945)
- Орден Славы III степени (1944)
- Орден Отечественной войны I степени (1985)
- Орден Трудового Красного Знамени